# Huracà Erika (1997)
Huracà Erika va ser el cicló tropical més fort i més longeu de la temporada d'huracans de l'Atlàntic de 1997. Erika es desenvolupà a partir d'una ona tropical el 3 de setembre i es desplaçà en direcció oest-nord-est a través de l'oceà Atlàntic tropical; s'intensificà constantment fins que el 4 de setembre assolí l'estatus d'huracà. Es convertí en la cinquè cicló anomenat, el tercer huracà i l'únic gran huracà de la temporada. Erika passà molt a prop del nord de les Antilles Menors, i més tard, girà al nord com a resposta a l'apropament d'un comellar. El 8 de setembre l'huracà cobrà força registrant vents sostinguts màxims de 205 km/h (125 mph). Erika començà a debilitar-se al passar sobre aigües més fredes després d'haver mantingut la seva força pic durant 24 hores. Girà a l'est ja debilitada en una tempesta tropical i esdevingué extratropical després de passar prop de les Açores.